# Ave

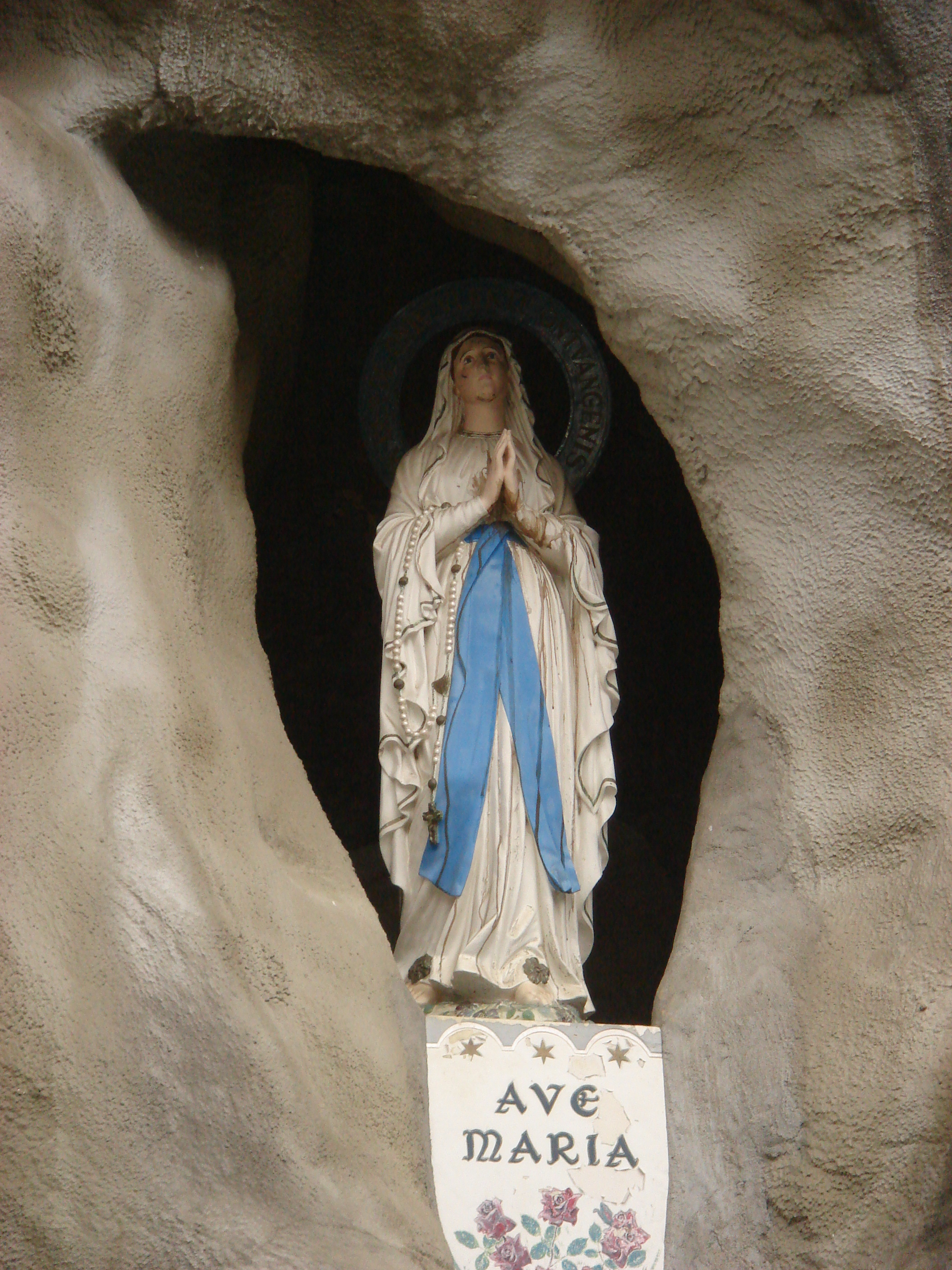
Statue de Notre-Dame de Lourdes avec le traditionnel "Ave Maria"

Ne doit pas être confondu avec Aves.
Pour les articles homonymes, voir Ave (homonymie).
Ave est un terme latin signifiant « bonjour » ou « salut ».

## Origine
Il s'agit d'une contraction du mot salve, formule de salutation usuelle chez les Romains, formée sur le verbe salvere avec le sens d'être en bonne santé.

## Utilisation
Le terme fut utilisé spécifiquement pour saluer l'empereur ou d'autres autorités (se référer à la phrase célèbre Ave Caesar, morituri te salutant, « Salut à toi César, ceux qui vont mourir te saluent », phrase supposément utilisée par les gladiateurs avant un combat).
La version de l'Annonciation consignée dans la Vulgate traduit le salut de l'ange à Marie par Ave , gratia plena (« Salut à toi, pleine de grâce »). La liturgie catholique médiévale a repris cette salutation angélique dans des antiennes mariales, Salve Regina et Ave Regina cælorum, ou dans des hymnes, comme Ave Maris Stella.
Les régimes fascistes du XXe siècle ont aussi adopté cette salutation[réf. nécessaire]. Elle fut utilisée en Allemagne nazie dans sa traduction allemande directe, heil[réf. nécessaire].